# Neplánovaná operace
Neplánovaná operace (v anglickém originále Invasive Procedures; v původním českém překladu Invaze) je epizoda seriálu Star Trek: Stanice Deep Space Nine. Jde o čtvrtou epizodu druhé řady třetího seriálu ze světa Star Treku.

## Příběh
Kvůli nebezpečnému vesmírnému jevu, plazmové bouři, je stanice Deep Space Nine evakuována a zůstává téměř bez posádky. Na stanici přiletí loď, jejíž posádka ve složení jeden Trill, dva Klingoni a žena jménem Mareel přemůže důstojníky, kteří zůstali. Trill jménem Verad se ucházel o spojení se symbiontem, ale byl odmítnut. Nyní si přijel pro symbionta Daxe. Po uvěznění Oda do přenosného kontejneru a zajetí zbytku posádky donutí Verad doktora Bashira, aby přenesl symbionta z Jadzie do jeho těla. Pro Jadzii to bude znamenat smrt během několika hodin.
Bashir přiměje jednoho z Klingonů, aby mu pomáhal při péči o Jadzii. Mezitím se komandér Sisko baví s Veradem, který má nyní vzpomínky Curzona Daxe a tedy považuje Siska za svého přítele. Snaží se přesvědčit Verada, aby dal věci do pořádku, ale je jasné, že Verad nechá Jadzii zemřít. Mezitím Mareel, která už dlouho žije s Veradem, zjistí, jak se po přijetí symbionta změnil a uvažuje, že toto spojení asi nebyl dobrý nápad. Přesto k němu zůstává loajální.
Quark, který je odpovědný za to, že se Verad a jeho posádka dostali na stanici i přes bezpečnostní opatření, předstírá nemoc, a Bashir díky tomu přemůže jednoho z Klingonů. Quark poté otevře zámek, který drží Oda v kontejneru. Jakmile Verad zjistí, co se děje, vydá se na svou loď a vezme Kiru jako rukojmí.
Když dorazí na místo, zjistí, že Odo uvolnil kotevní svorky a loď je pryč. Kira přemůže druhého Klingona, v nastalém zmatku Verad unikne a míří na runabout. Mezitím si Mareel uvědomí, že muž, kterého milovala, je pryč, a rozhodne se pomoci Siskovi. Sisko se potká s Veradem u runaboutu. Trill věří, že na něj Sisko nevystřelí, a chce utéct, ale Sisko ho se slovy „Neříkej mi Benjamine“ postřelí. Bashir poté vrátí symbionta Dax zpět Jadzii a Verad zůstane opět sám.

## Zajímavosti
- V této epizodě se podruhé ve Star Treku objevuje herec Tim Russ, zde jako Klingon T'Kar. Poprvé si zahrál v epizodě „Moje loď“ seriálu Star Trek: Nová generace. Mimo to se objevil ještě jako poručík ve filmu Star Trek: Generace. Na Star Treku se však podílel především jako Vulkánec Tuvok v seriálu Star Trek: Vesmírná loď Voyager. Tuvoka si také zahrál v zrcadlovém vesmíru v epizodě s názvem „V říši za zrcadlem“ Stanice Deep Space Nine.